# August von Zieten
Carl August Friedrich von Zieten, Pseudonym: Liberati (* 5. Januar 1784 in Neubrandenburg; † 19. Januar 1844 in Berlin) war ein deutscher Militär, Theaterschauspieler und Opernsänger (Tenor).

## Leben
August von Zieten wurde als Sohn des Rittmeisters Gottfried Daniel von Zieten (* 4. Juni 1758; † Juli 1812) und dessen Ehefrau Christine Johanne Beate, geb. von Niesemeuschel (* 5. März 1757; † März 1834) geboren. Der Paläontologe Karl Hartwig von Zieten war sein Bruder.
Zieten diente zunächst beim Militär. Um seine arme Familie zu unterstützen, ging er jedoch zum Theater. Er war zuerst in Berlin engagiert, wo er sowohl als Schauspieler wie auch als Sänger arbeitete.
Am 1. September 1805 debütierte er in Weimarals Infant von Spanien. Obwohl sein Vertrag bis 1808 lief, bat er bereits ein Jahr später den Theaterdirektor Johann Wolfgang von Goethe um Auflösung wegen wichtiger Familienereignisse. Am 18. Februar 1806 schied er aus Weimar. Er ging wieder zur Armee als Rittmeister in bayerischen Diensten.
Einige Jahre später quittierte er erneut den Dienst und wandte sich wieder dem Theater zu. Seine Stimme, mittlerweile von Joseph Karl Ambrosch und Friedrich Eunicke ausgebildet, hatte sich gekräftigt und vervollkommnet. Er war Direktor des Hoftheaters in Wiesbaden und Kassel.
Zieten nahm sich am 19. Januar 1844 das Leben.

## Familie
Er heiratete Anna Babette Elisabeth Gillée (1803–1865). Das Paar hatte mehrere Kinder:
- Karl August (1820–1830)
- Heinrich Adolf Wilhelm (* 1. Januar 1822) ⚭ Henriette Spitzeder (* in New York)[1][2]
- Johanna Henriette Karoline Adelheid (* 23. Mai 1823) ⚭ 1848 Heinrich von Bünau († 5. März 1853), Hauptmann a. D., Sohn von Rudolf von Bünau
- Karoline Franziska Wilhelmine Adolfine (* 17. März 1825) ⚭ Wilhelm Ferdinand Johann Kapff († 18. Juli 1872), Oberreallehrer
- Karoline Charlotte Auguste Friederike (4. Januar 1829 – 4. Juli 1891)

⚭ 1849 Wilhelm Beck († 1. Januar 1858), Bankier
⚭ Wilhelm Roßnagel († 7. Juni 1877)